# Raúl Leoni
Raúl Leoni (El Manteco, 26 aprile 1905 – New York, 5 luglio 1972) è stato un politico venezuelano, di origine corsa. Fu Presidente del Venezuela dall'11 marzo 1964 all'11 marzo 1969.

## Biografia
Suo nonno, forse carbonaro, era emigrato in Venezuela attorno alla metà dell'Ottocento da Murato nel Nebbio (Corsica).
Studiò prima ad Upata poi a Ciudad Bolívar. Negli anni venti si laureò in legge a Caracas. Combatté contro il dittatore Juan Vicente Gómez e nel 1928, riconosciuto colpevole di aver cospirato contro il regime, fu rinchiuso nelle carceri di Puerto Cabello. Rifugiatosi in Colombia, conobbe Rómulo Betancourt con il quale collaborò successivamente nella lotta contro Marcos Pérez Jiménez. Fu membro costitutivo del partito Acción Democrática.
Negli anni sessanta ricoprì la carica di Presidente del Venezuela (11 marzo 1964 - 11 marzo 1969).